# 米洛·梅斯肯斯
米洛·梅斯肯斯（荷蘭語：Milo Meskens，1995年10月3日—）是一位比利時创作歌手。他在2015年參加布魯塞爾工作室舉辦的節目De Nieuwe Lichting而嶄露頭角。梅斯肯斯的第一首單曲《Here with me》，在2016年1月30日登上了Ultratop 50。他的第一張專輯《Contrast》於2018年3月30日發行。